# Anelosimus baeza
Anelosimus baeza är en spindelart som beskrevs av Ingi Agnarsson 2006. Anelosimus baeza ingår i släktet Anelosimus och familjen klotspindlar. Inga underarter finns listade i Catalogue of Life.